# 韋恩威斯巴登體育會

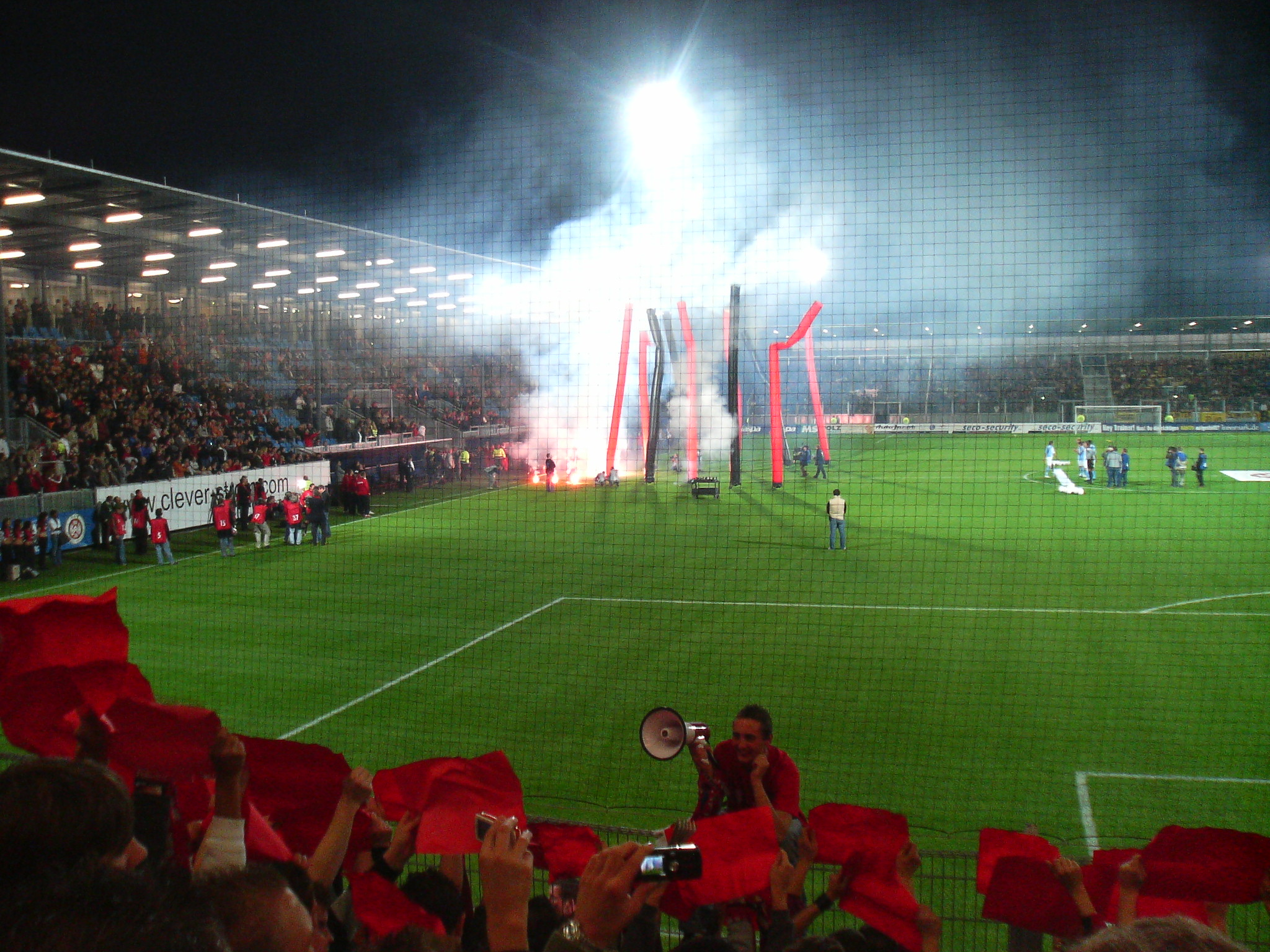
碧然德竞技场

韦恩威斯巴登足球俱乐部（SV Wehen Wiesbaden，前名SV Wehen 1926 - Taunusstein e.V.）是原位於德國黑森威斯巴登附近陶努史坦茵的足球會，於2007/08年球季將主場搬到威斯巴登的碧然德竞技场（Brita-Arena）。在2007年夏季將球隊原名 SV Wehen 加上 Wiesbaden

## 球會歷史
韦恩在1926年成立時名為「韋恩1926 - 陶努史坦茵體育會」（SV Wehen 1926 - Taunusstein），在1933年被納粹德國政府解散，但其足球部繼續運作，直到1939年仍然間中進行友誼賽。戰後的1946年韦恩重組，組成一隊及預備隊，一隊在當地業餘的「威斯巴登乙組聯賽」（B-Klasse Wiesbaden）中作賽。1955年設立青年隊訓練新秀為一隊增強實力。1970年代中期青年部分拆成 10 隊，擁有超過 150 名隊員。1984年再增設女子隊。
韦恩分別於1988年、1996年及2000年奪得「黑森盃」（Hessenpokal）冠軍，從而獲得參加德国足协杯（DFB-Pokal）的資格。在2000/01年球季在德国足协杯於首輪以 2-1 淘汰當時仍在德乙的史特加踢球者，在第二輪於加時後僅以 0-1 小負於德甲強隊。
球隊初時在德國足球的第四級到第六級聯賽中角逐，於1980年代後期才升上第三級聯賽。1995年韦恩回降到第四級聯賽，但於1997年重回第三級的地区联赛（南部赛区）。韦恩在這個級別中鞏固其席位，再沒有降級到第四級聯賽。
到2000年代，韦恩逐漸成為地区联赛中的強隊，有力挑戰升級，於2005年及2006年獲得季軍而錯過升級的機會。韦恩終於在2007年奪得冠軍而獲得升級到中角逐。2007/08年球季韦恩獲得第8位成功保級留在德乙。但在2008/09年球季前半程，韦恩17場比賽僅取得2場勝仗，排名倒數第二，於12月18日解雇主教練克里斯蒂安·霍克（Christian Hock）。

## 主場球場
碧然德竞技场（BRITA-Arena）是位於德國威斯巴登的足球運動場，屬於球隊韦恩的主場球場。球場以韦恩的前主要贊助商製造水淨化裝置的碧然德（Brita）命名，於2007年10月揭幕，取代位於陶努史坦茵的哈尔博格球场（Stadion am Halberg）成為球隊的新主場。球場總共可容納 13,500 名觀眾，其中 7,500 個為坐席及 6,000 個為立席。
碧然德竞技场在2007年10月11日由韦恩以1-2負於的友誼賽揭開序幕。於2007年10月21日由韦恩對鄰近球隊美因茨05成為首場正式比賽，緬恩斯以3-1獲勝。

## 球會榮譽
- 德国足球地区联赛（南部赛区）（英语：Regionalliga Süd） 冠軍：2007年
- 黑森上級聯賽（第四級） 冠軍：1997年
- 中黑森全國聯賽（英语：Landesliga Hessen-Mitte）（第五級） 冠軍：1989年
- 黑森盃（德语：Hessenpokal (Fußball)） 冠軍：1988年、1996年及2000年